# Флаг Бугульминского района
Флаг муниципального образования «Бугульми́нский муниципальный район» Республики Татарстан Российской Федерации — опознавательно-правовой знак, служащий официальным символом муниципального образования.
Флаг утверждён 21 февраля 2007 года решением Совета Бугульминского муниципального района № 12 и 29 мая 2007 года внесён в Государственный геральдический регистр Российской Федерации с присвоением регистрационного номера 3187.

## Описание
«Флаг представляет собой прямоугольное красное полотнище с отношением ширины к длине 2:3, несущее вдоль нижнего края зелёную полосу с габаритной шириной в 1/6 ширины полотнища и под ней голубую полосу габаритной шириной в 3/10 ширины полотнища разделённые белой волнистой полосой в 1/30 ширины полотнища; посередине голубой полосы изображена рыба из герба района, а посередине красной части белый купол со шпилем».

## Обоснование символики
Флаг разработан на основе герба района, который языком символов и аллегорий отражает культурные, исторические и природные особенности Бугульминского района.
Голубая волнистая полоса с изображением на ней рыбы-пеструшки символизирует историческую связь района и города Бугульмы, в историческом гербе которого была изображена рыба в знак изобилия местных рек. Голубой цвет (лазурь) — символ чести, благородства, духовности и возвышенных устремлений.
Белая (серебряная) волна указывает на извилистую реку Бугульминку и другие речки, протекающие по территории района.
Зелёная полоса подчёркивает природно-географические особенности района: Бугульминский район расположен в наиболее возвышенной части республики — на одноимённом плато. Зелёный цвет дополняет природную составляющую флага, являясь символом природы, сельского хозяйства, здоровья, жизненного роста и развития.
Ажурный купол здания символизирует историческое наследие района и города, который является одним из красивейших исторических городов Татарстана. Белый цвет (серебро) — символ чистоты и совершенства, мира и взаимопонимания.
Красный цвет — символ труда, силы, мужества, красоты и праздника.

## См. также

Флаги муниципальных образований Бугульминского района
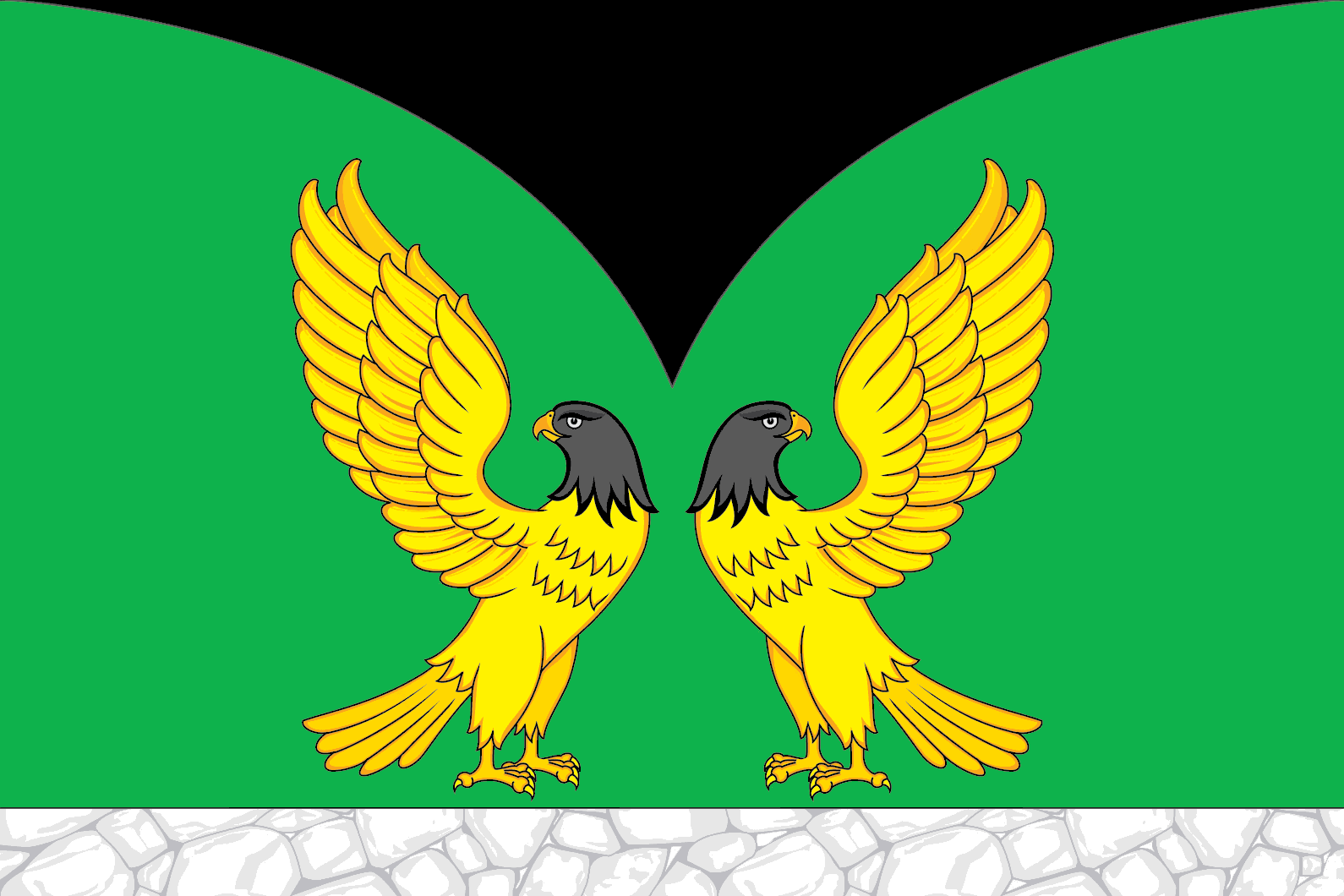
«Посёлок городского типа Карабаш»